# 奥斯陆中央车站

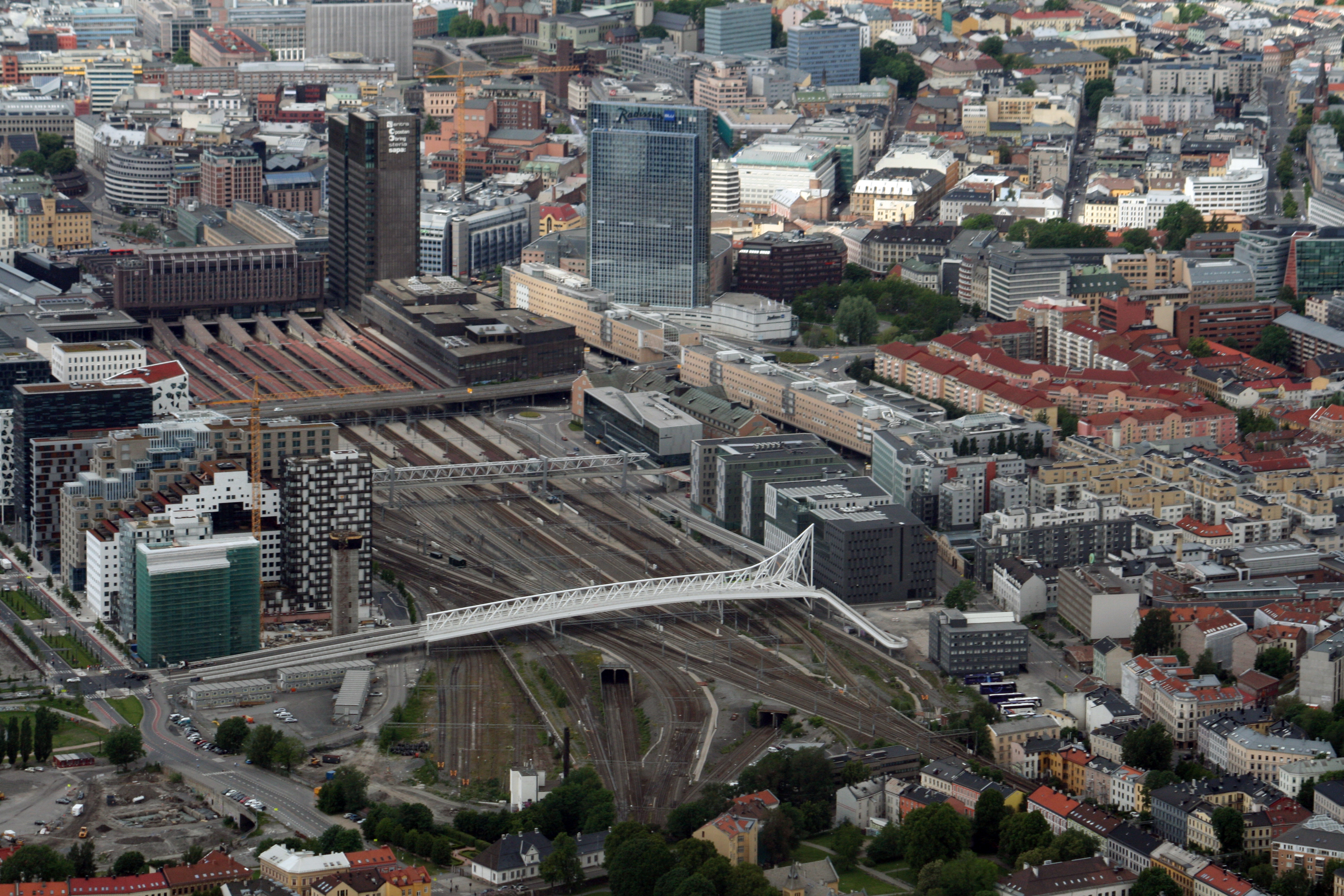
俯瞰站區

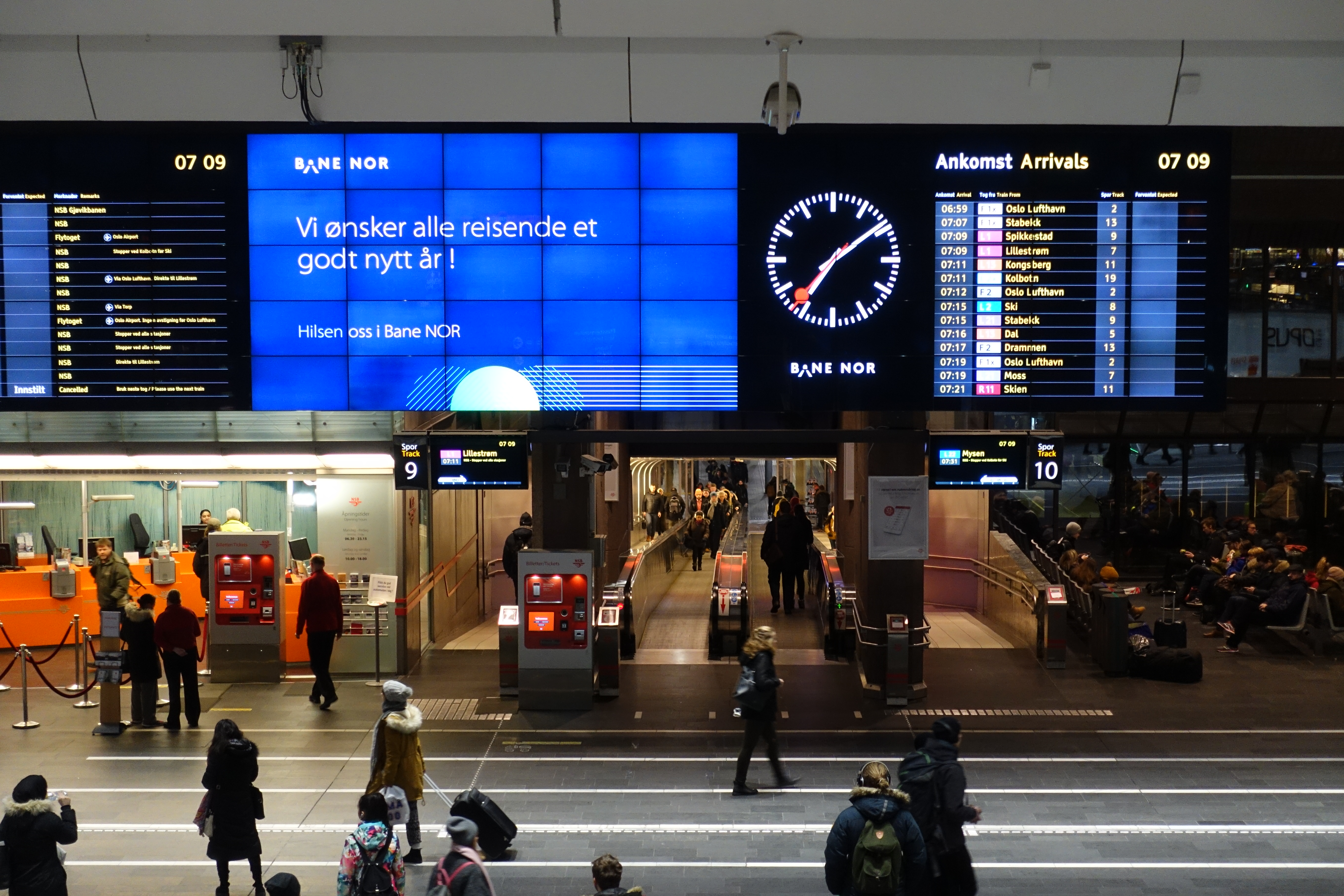
旅客大廳

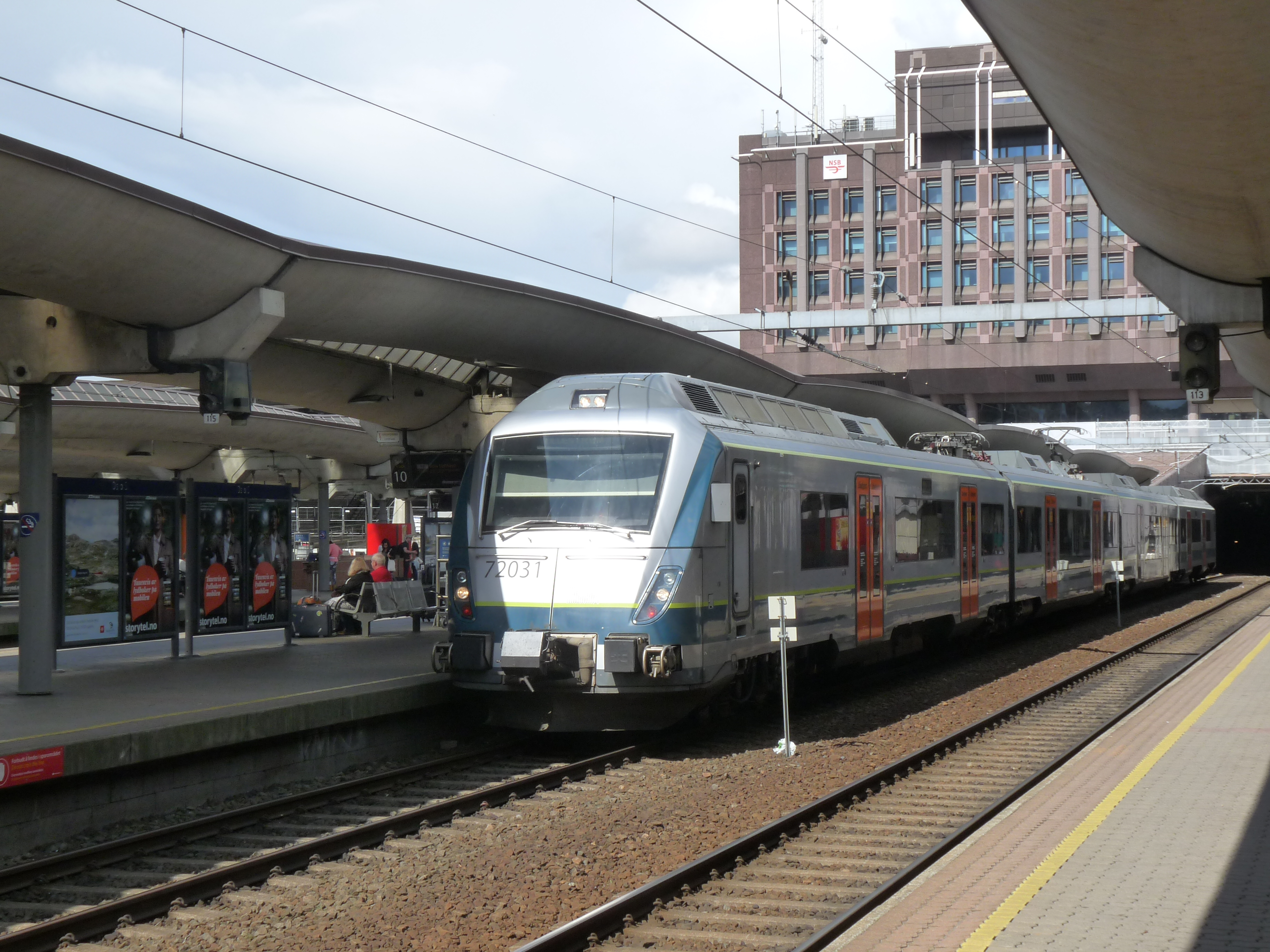
月台層

奥斯陆中央车站（挪威語：Oslo sentralstasjon，簡稱），为挪威奥斯陆市的主要火车站，也是整個挪威鐵路系統最大的车站。奥斯陆中央车站为德拉门线、加勒穆恩线、约维克线、东福尔郡线、挪威干线等铁路线的终点站。奥斯陆中央车站开通于1980年，由挪威国家铁路管理局管理。奧斯陸地鐵的鐵路廣場站為中央車站的聯外地鐵站。
奥斯陆中央车站前身是奧斯陸東車站（挪威語：Oslo Østbanestasjon，簡稱或）。